# Teinolophos
Teinolophos – najstarszy znany prehistoryczny rodzaj prassaka z rzędu stekowców, zbliżonego do dziobaka żyjącego we wczesnej kredzie - około 120 milionów lat temu.
Etymologia nazwy rodzajowej: gr. τεινω teinō „rozciągnięty, rozszerzony”; λοφος lophos „czub, grzebień”.